# Sornac
Sornac (okcitansko Saurnac) je naselje in občina v južnem francoskem departmaju Corrèze regije Limousin. Leta 2006 je naselje imelo 815 prebivalcev.

## Geografija
Kraj leži v pokrajini Limousin ob reki Diège znotraj naravnega regijskega parka Millevaches, 19 km severozahodno od Ussela. 

## Uprava
Sornac je sedež istoimenskega kantona, v katerega so poleg njegove vključene še občine Bellechassagne, Chavanac, Millevaches, Peyrelevade, Saint-Germain-Lavolps, Saint-Rémy in Saint-Setiers z 2.456 prebivalci.
Kanton Sornac je sestavni del okrožja Ussel.
1. ↑  »Populations légales 2016«. Nacionalni inštitut za statistične in gospodarske raziskave. Pridobljeno 25. aprila 2019.